# Venkatagiri
Venkatagiri é uma vila no distrito de Nellore, no estado indiano de Andhra Pradesh.

## Geografia
Venkatagiri está localizada a 13° 12′ N, 78° 55′ L. Tem uma altitude média de 426 metros (1397 pés).

## Demografia
Segundo o censo de 2001, Venkatagiri tinha uma população de 31 342 habitantes. Os indivíduos do sexo masculino constituem 50% da população e os do sexo feminino 50%. Venkatagiri tem uma taxa de literacia de 65%, superior à média nacional de 59,5%: a literacia no sexo masculino é de 73% e no sexo feminino é de 56%. Em Venkatagiri, 11% da população está abaixo dos 6 anos de idade.